# Renault Austral
Renault Austral — компактный кроссовер, производящийся компанией Renault с марта 2022 года. Представляет собой преемника автомобиля Renault Kadjar. Базируется на платформе CMF-CD, параллельно с Nissan Qashqai.

## Описание
Впереди модели присутствует старая эмблема Renault, светотехника выполнена в C-образной форме, а кабина водителя выполнена в L-образной форме. Длинная светодиодная лента соединяется с логотипом по обе стороны задней двери. Дизайн модели — Sensual Tech.
Приборная панель получила название OpenR.

## Двигатели
| Модель                                     | Код                                        | Тип                                        | Объём (см)3                                | Мощность (л. с. /кВт)                      | Крутящий момент (Н*м)                                                            | Трансмиссия                                | Напряжение                                 | Макс. скорость (км/ч)                      | Разгон 0–100 км/ч (сек.)                   | Расход топлива (л/100 км)                  | Выбросы CO2 (г/км)                         | ЭКО-стандарт                               |
| Бензиновые двигатели внутреннего сгорания: | Бензиновые двигатели внутреннего сгорания: | Бензиновые двигатели внутреннего сгорания: | Бензиновые двигатели внутреннего сгорания: | Бензиновые двигатели внутреннего сгорания: | Бензиновые двигатели внутреннего сгорания:                                       | Бензиновые двигатели внутреннего сгорания: | Бензиновые двигатели внутреннего сгорания: | Бензиновые двигатели внутреннего сгорания: | Бензиновые двигатели внутреннего сгорания: | Бензиновые двигатели внутреннего сгорания: | Бензиновые двигатели внутреннего сгорания: | Бензиновые двигатели внутреннего сгорания: |
| ------------------------------------------ | ------------------------------------------ | ------------------------------------------ | ------------------------------------------ | ------------------------------------------ | -------------------------------------------------------------------------------- | ------------------------------------------ | ------------------------------------------ | ------------------------------------------ | ------------------------------------------ | ------------------------------------------ | ------------------------------------------ | ------------------------------------------ |
| 1.3 Mild Hybrid 12V                        | H5Ht                                       | I4 turbo                                   | 1333 см3                                   | 140 л. с. (103 кВт)                        | 260 Н*м                                                                          | 6-скор. МКПП X-Tronic CVT                  | 12В                                        | 175 км/ч                                   | 10,7 сек.                                  | 6,2 л/100 км                               | 139—142 г/км                               | Евро-6                                     |
| 1.3 Mild Hybrid 12V                        | H5Ht                                       | I4 turbo                                   | 1333 см3                                   | 160 л. с. (118 кВт)                        | 270 Н*м при 1800 об/мин                                                          | X-Tronic CVT                               | 12В                                        | 175 км/ч                                   | 9,7 сек.                                   | 6,2—6,3 л/100 км                           | 141—142 г/км                               | Евро-6                                     |
| 1.2 Mild Hybrid Advanced 48V               | HR12                                       | I3 turbo                                   | 1199 см3                                   | 130 л. с. (96 кВт)                         | 205 Н*м                                                                          | 6-скор. МКПП                               | 48В                                        | 175 км/ч                                   | 8,4 сек.                                   | 5,3 л/100 км                               | 123 г/км                                   | Евро-6                                     |
| 1.2 E-Tech Full Hybrid                     | HR12                                       | I3 turbo                                   | 1199 см3                                   | 200 л. с. (147 кВт)                        | Двигатель внутреннего сгорания: 205 Н*м Электродвигатель: 205 Н*м Всего: 410 Н*м | 7-скор. АКПП                               | 400В                                       | 175 км/ч                                   | 8,4 сек.                                   | 4,7 л/100 км                               | 105—106 г/км                               | Евро-6                                     |